# That's My Boy (película de 1951)
That's My Boy es una película ambientada en el mundo del fútbol protagonizada por Jerry Lewis y Dean Martin.

## Argumento
Una estrella del fútbol ve con desesperación cómo su hijo, que tiene grandes posibilidades, es muy torpe con el balón y, lo que más lo horroriza, prefiere los libros a la pelota. Para poner remedio y que su hijo no se convierta en un intelectual sin remedio, decide contratar a un entrenador personal para que saque todo el potencial que el chico lleva dentro.

## Otros créditos
- Color: Blanco y negro
- Asistente de producción: Jack Saper
- Asistente de dirección: Charles C. Coleman
- Dirección artística: Franz Bachelin y Hal Pereira.
- Montaje: Warren Low
- Sonido: Hugo Grenzbach y Walter Oberst
- Director de diálogos: Rudy Makoul
- Decorados: Sam Comer y Ray Moyer.
- Diseño de vestuario: Edith Head
- Maquillaje: Wally Westmore
- Peluquería: Lenore Weaver

## Curiosidades
- El futbolista Frank Gifford dobló las escenas de Jerry Lewis.
- En la temporada 1954-55, CBS emitió los sábados por la noche una sitcom basada en la película protagonizada por Eddie Mayehoff (que repetía rol), Rochelle Hudson y Gil Stratton (que sustituían a Lewis y Martin). La serie se volvió a poner en antena en la temporada 1959-60.
- Se compusieron dos canciones originales para el film Ballin' the Jack (de Jim Burris y Chris Smith) y Ridgeville Fight Song (de Jay Livingston. Además se utilizaron otras canciones no originales como Ridgeville Fight Song de Ray Evans y I'm in the Mood for Love de Jimmy McHugh.

## Premios
- El guion estuvo nominado en los premios que concede el Premio de Escritores de América, aunque, finalmente, no se alzó con el galardón.